# Боннський університет

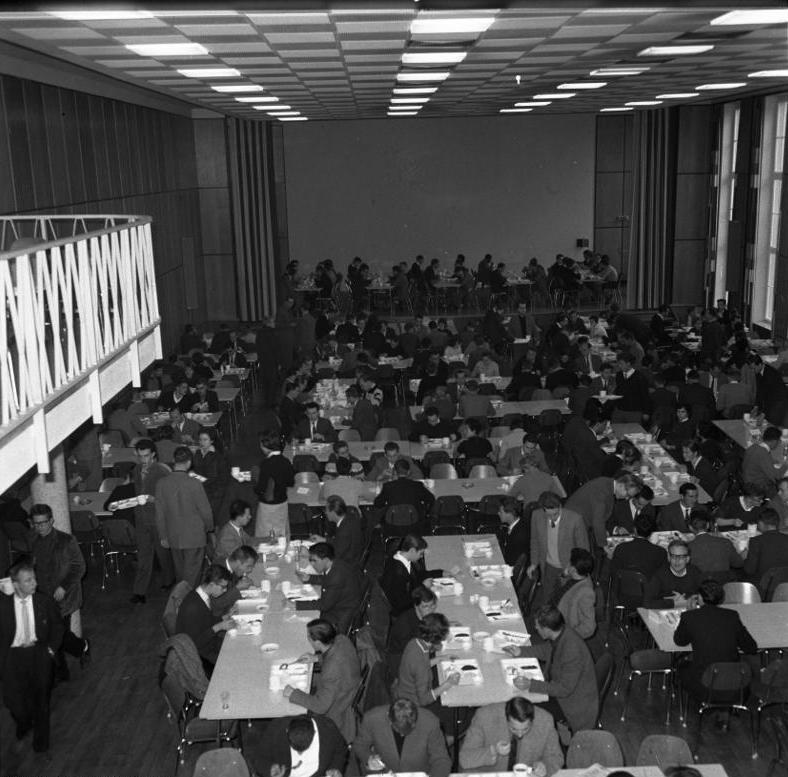
Університетська їдальня. 1961

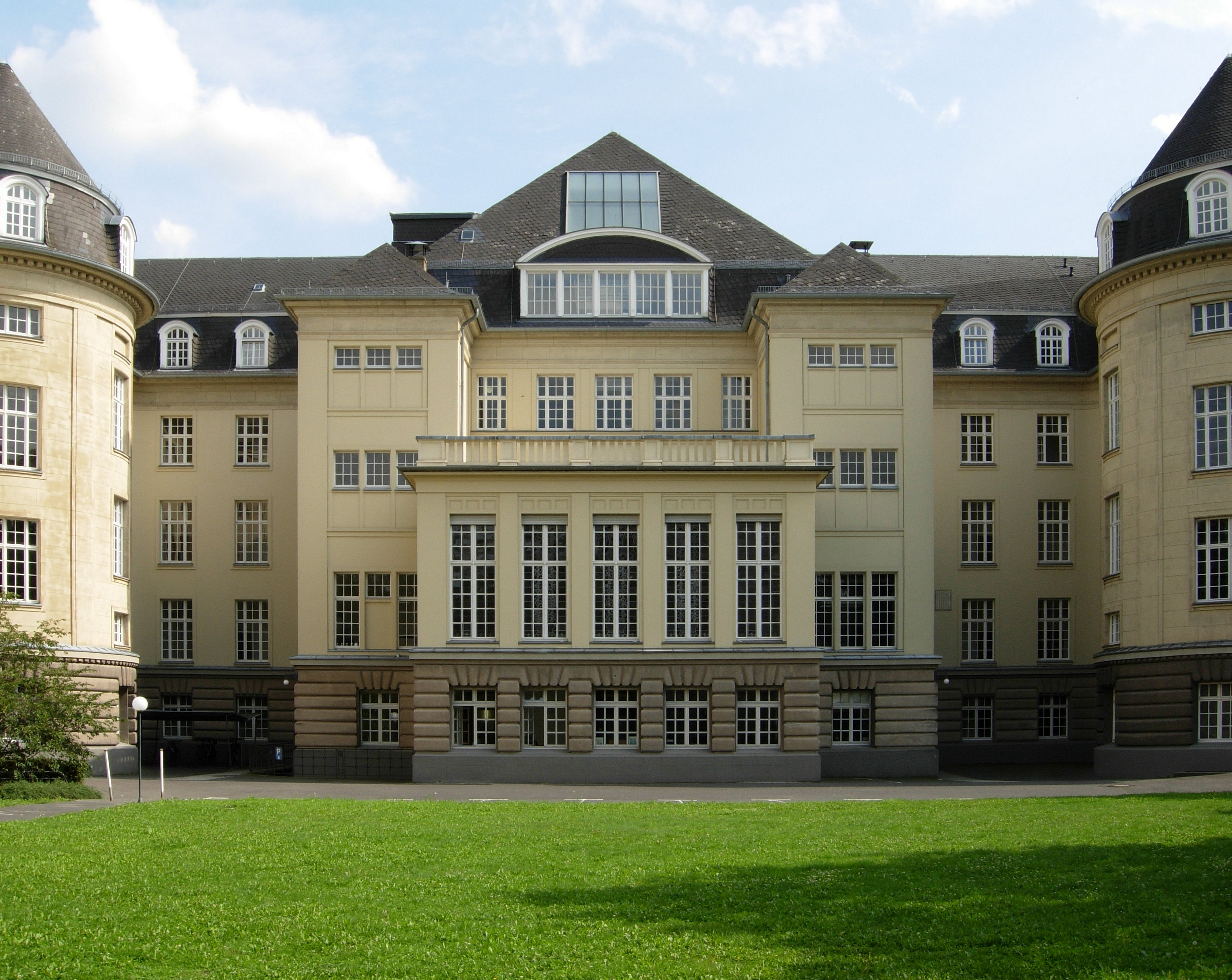
Математичний центр

Бо́ннський університе́т (Рейнський університет Фрідріха Вільгельма в Бонні; нім. Rheinische Friedrich-Wilhelms-Universität Bonn) — один з найбільших і найвідоміших університетів Німеччини. Входить до асоціації провідних німецьких університетів German U15.

## Історія
У 1777 році в Бонні була заснована Kurkölnische Akademie Bonn, якій у 1784 році було надано університетські права. У 1798 році академію було закрито Францією, яка окупувала тоді рейнські землі. 18 жовтня 1818 року прусський король Фрідріх-Вільгельм III заснував у приєднаному за підсумками Віденського конгресу до Пруссії Бонні Рейнський університет, який став шостим університетом у Пруссії. В університеті були однаково представлені католики й протестанти, що виразилося насамперед у заснуванні двох теологічних факультетів. Також в університеті було створено медичний, юридичний і філософський факультети. У 1827 році затверджено статут університету. Пізніше університет став неофіційно називатися «університетом принців», оскільки багато нащадки дому Гогенцоллернів навчалися саме в цьому закладі.
Після Першої світової війни державне фінансування університету було скорочено, і університету довелося шукати інші джерела фінансування. У 1930 році був затверджений новий статут університету, що містив пункти про студентське самоврядування.
Після 1933 року автономія університету була зліквідована, а університет був перепідпорядкований міністерству освіти. З університету було виключено противників нацистів, а також євреїв. У 1937 році Томас Манн був позбавлений звання почесного доктора університету. Корпуси університету серйозно постраждали під час Другої світової війни, що не завадило йому відкритися вже в 1945 році. Після війни університет активно розвивався і зберіг свій статус одного з провідних університетів Німеччини.

## Структура
Нині до складу університету входять факультети:
- Медичний факультет.
- Факультет агрономії.
- Факультет католицької теології.
- Факультет математики і природничих наук.
- Факультет права та економіки.
- Факультет протестантської теології.
- Філософський факультет.

Крім того, до числа підрозділів університету входить кілька дослідних інститутів.

## Відомі люди, пов'язані з університетом
Серед відомих випускників університету — Фрідріх Ніцше, Фрідріх III, Вільгельм II, Луїджі Піранделло ( з літератури 1934 року), Конрад Аденауер, Александр Кауфман, Вальтер Шелленберг, Юрґен Габермас.
В університеті також деякий час навчалися Генріх Гейне, Карл Маркс, Фрідріх Франц II (великий герцог Мекленбург-Шверінський), Пауль Гейзе ( з літератури 1910 року), Йозеф Геббельс, Юдіт Ессер Міттаг, Гаральд цур Гаузен ( з фізіології та медицини 2008 року), Оскар Лафонтен, Аннетте Шаван, Максим Концевич (лауреат Філдсівської премії 1998).
Відомими викладачами та працівниками університету були Адольф Вах, Бартольд Георг Нібур, Герман фон Гельмгольц, Філіп Ленард ( з фізики 1905 року), Отто Валлах ( з хімії 1910 року), Вольфганг Пауль ( з фізики 1989 року), Райнгард Зелтен ( з економіки 1994 року), Герд Фалтінгс (лауреат Філдсівської премії 1986 року), Йозеф Ратцінгер (нині — папа римський Бенедикт XVI).
В університеті навчалась Ліза Заверманн, яка була найуспішнішою учасницею Міжнародної математичної олімпіади 2011 року.